# Sông Udy
Udy (tiếng Nga: Уды, tiếng Ukraina: Уди) hay Uda (tiếng Ukraina: Уда) là một sông khởi nguồn tại tỉnh Belgorod của Nga và chảy sang tỉnh Kharkiv của Ukraina. Đây là một phụ lưu hữu ngạn của sông Seversky Donets, hợp lưu gần Chuhuiv. Chiều dài của sông là 164 kilômét (102 mi), diện tích lưu vực là 3.890 kilômét vuông (1.500 dặm vuông Anh). Thành phố Kharkiv nằm tại nơi hợp lưu của sông Udy với sông Lopan.

## Địa lý
Nguồn của sông bắt đầu từ các con suối ở một trong những khe núi cạn của cao nguyên Trung Nga gần làng Bessonovka, huyện Belgorod, tỉnh Belgorod (Nga) ở độ cao 190 m so với mực nước biển. Con sông chảy qua biên giới Nga-Ukraina về phía đông bắc của làng Okip, huyện Zolochiv, tỉnh Kharkiv. Sông Udy chảy từ bắc xuống nam trong đoạn từ đầu nguồn đến nơi hợp lưu với sông Lopan, sau đó thì theo hướng đông nam. Udy chảy vào sông Seversky Donets tại điểm cách cửa sông này 825 km. Trong tỉnh Kharkiv, sông chảy qua các huyện Bohodukhiv, Kharkiv, Chuhuiv và qua thành phố Kharkiv.
Tổng chiều dài của sông Udy là 164 km (trong tỉnh Kharkiv là 127 km). Diện tích lưu vực là 3.894 km² (3.460 km² trong tỉnh Kharkiv). Tổng độ cao chênh lệch (từ đầu nguồn đến cửa sông) là 105 m, độ dốc trung bình của sông là 0,64 m/km.

## Chế độ của sông

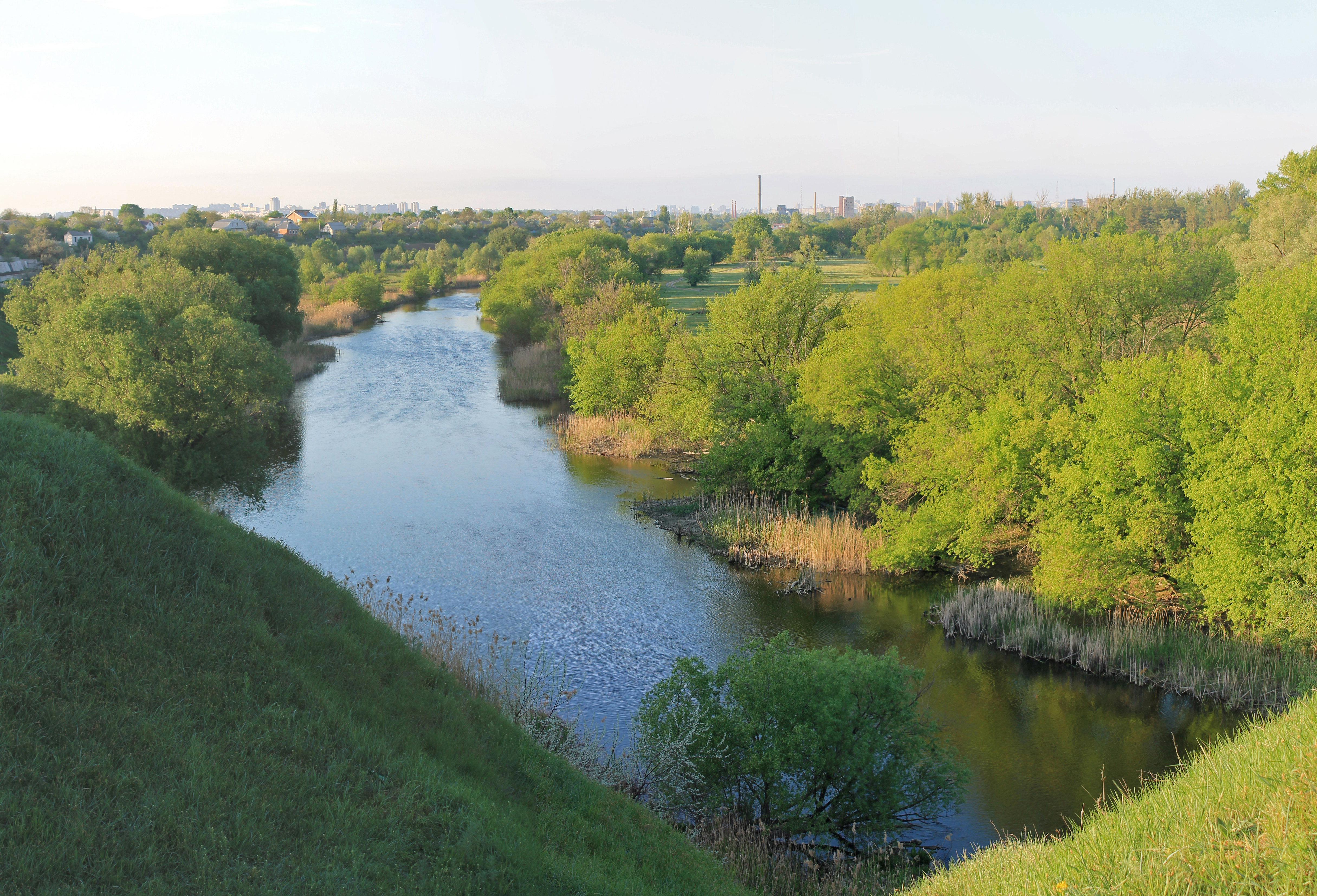
Sông Udy nhìn từ khu di tích thành Donetsk

Thung lũng của sông Udy rộng từ 2–3 km ở thượng lưu, đến 15–25 km ở hạ lưu và độ sâu 85–100 m. Thung lũng sông chủ yếu là dạng hình thang và không đối xứng rõ rệt: cao (lên đến 30– 40 m) và dốc ở hữu ngạn với một số lượng lớn rãnh và khe núi, độ dốc ở tả ngạn thấp và có bậc thang. Có 3 đến 8 bậc thang. Sự hình thành của bậc thang đồng cỏ vẫn tiếp tục cho đến ngày nay. Bãi bồi phát triển, hai bên, rộng 0,3 - 3,5 km. Bề mặt bãi bồi bằng phẳng, có nhiều cỏ bao phủ, đôi khi là cây bụi, và ở một số khu vực nó bị cắt ngang bởi các nhánh, hốc và hồ với lau sậy mọc um tùm. Bãi bồi nằm trên nền đất than bùn. Người dân sử dụng bãi bồi của sông để làm vườn cỏ khô và vườn rau quả. Ở trung và hạ lưu, có nhiều cây cổ thụ nhỏ và vùng đất ngập nước.

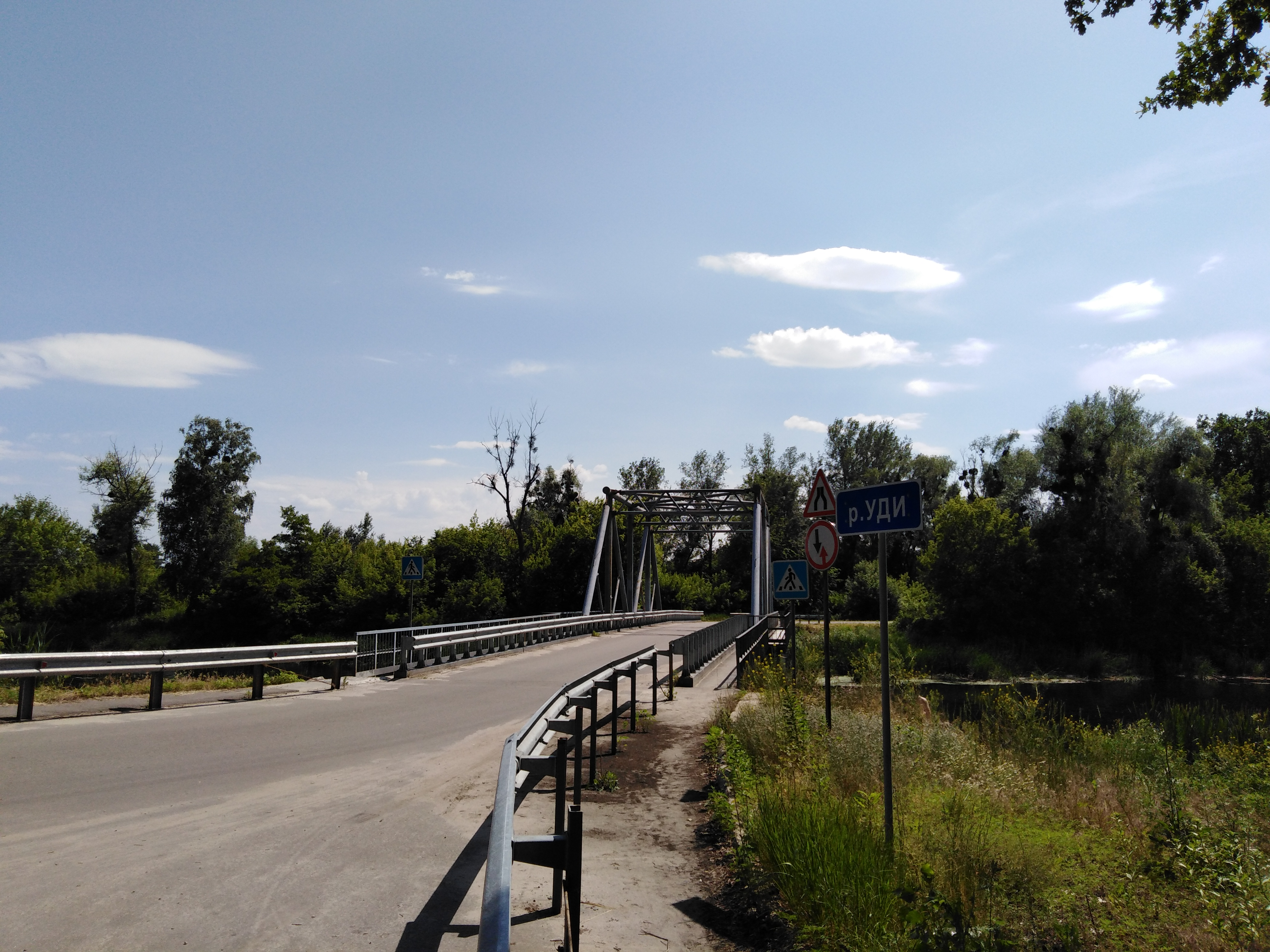
Cầu qua sông Udy, giữa làng Gusyna Polyana (huyện Chuhuiv) và Vasyshcheve (huyện Kharkiv)

Lòng sông uốn lượn nhẹ, rộng 6–8 m, có đoạn 20–35 m, sâu 0,1-0,8 m. Ở trung lưu và hạ lưu, sông đôi khi chia thành các nhánh tạo thành các kênh và các đảo, lau sậy mọc um tùm. Đáy sông phần lớn là cứng, nhiều cát, đôi khi có bùn. Bờ cao 0,2-1,5 m, có nơi dốc và dựng thẳng, cấu tạo từ đất cát và đất mùn.
Sông Udy chủ yếu được cung cấp nước từ tuyết, một phần là từ mưa và nước ngầm. Thời kỳ mùa xuân chiếm 60-70% lượng dòng chảy hàng năm của sông. Lũ mùa xuân thường diễn ra vào đầu tháng 3. Tại thời điểm này, do lượng nước dâng lên nhanh chóng, dòng chảy tràn bờ và tràn lên bậc thang đồng cỏ.
Sông thường đóng băng vào tháng 12, hiếm khi vào tháng 11. Độ dày của băng là 0,3-0,4 m, vào mùa đông khắc nghiệt thì lên đến 0,5-0,6 m, vào cuối tháng 12 - đầu tháng 1, sông đóng băng đến đáy ở một số nơi.

## Lưu vực sông

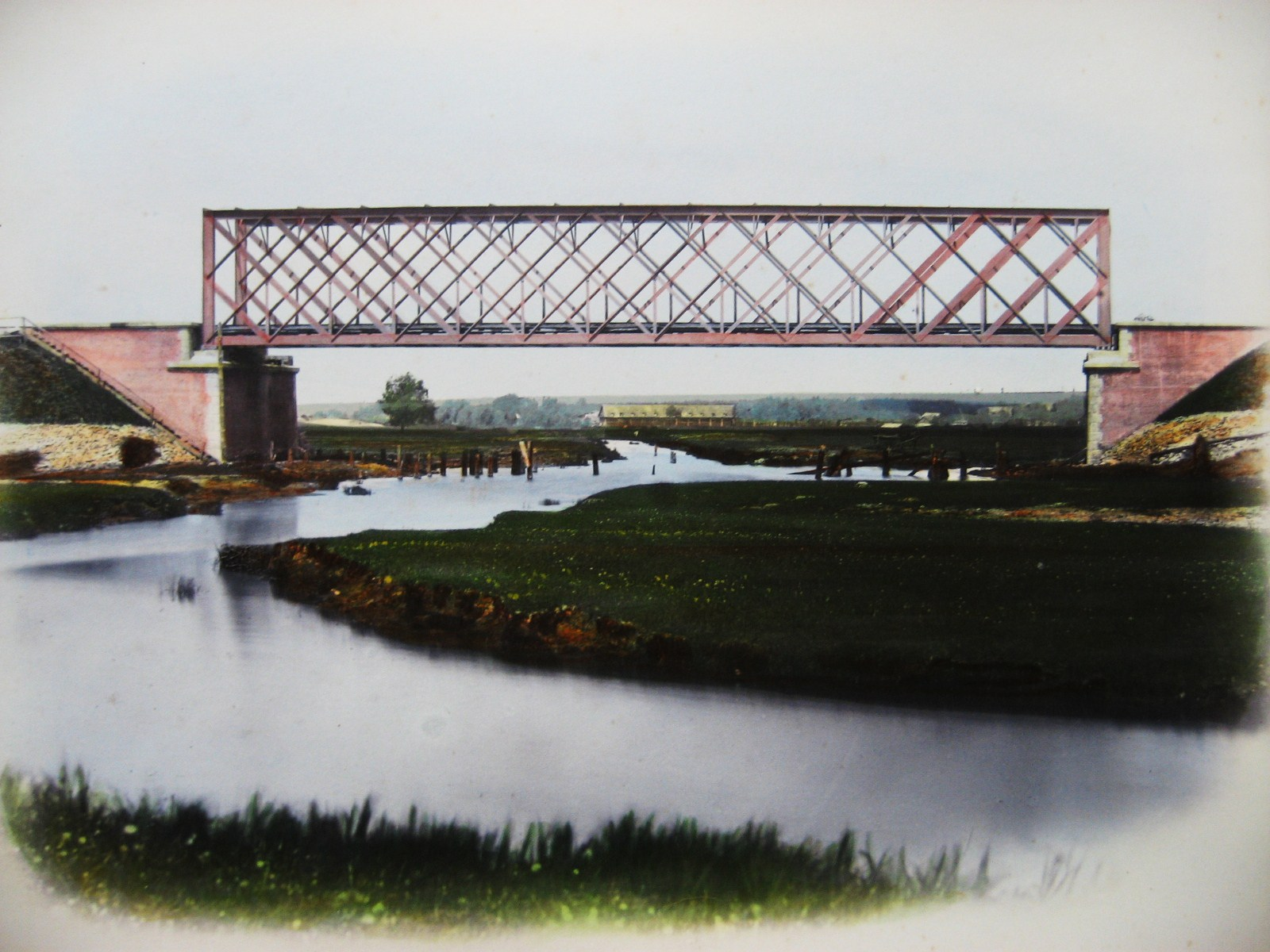
Cầu đường sắt bắc qua sông Udy. Đường sắt Kursk-Kharkiv-Azov, những năm 1980

Sông Udy có 17 phụ lưu, trong đó lớn nhất là Lopan (dài 96 km, diện tích lưu vực 2.000 km²) với phụ lưu Kharkiv (dài 78 km, diện tích lưu vực 1.120 km²), Rogozyanka (25 km, 164 km²), Rohanka (31 km, 189 km²), Studenok (15 km, 80 km²) và những sông khác.
Khu vực lưu vực sông nằm tại mũi phía tây nam của cao nguyên Trung Nga trong lưu vực sông Dnepr - Don . Bề mặt lãnh thổ là một vùng đồng bằng nhấp nhô thoai thoải, được chia cắt bởi một mạng lưới rãnh và khe núi dày đặc.
Độ cao tuyệt đối thay đổi từ 250 m ở phần thượng của lưu vực đến 150 m ở phần hạ. Phần lớn lưu vực sông Udy là đất canh tác. Độ che phủ của rừng là 10%, đất ngập nước - 1%. Rừng và đầm lầy chủ yếu nằm ở vùng bãi bồi của các sông suối.
Các sông của lưu vực Udy có nguồn từ tỉnh Belgorod của Nga và chủ yếu chảy theo hướng nam. Do chúng chảy qua các khu vực đông dân cư nhất của khu vực, nên chúng bị điều tiết nước và có mức ô nhiễm cao.

## Hồ chứa

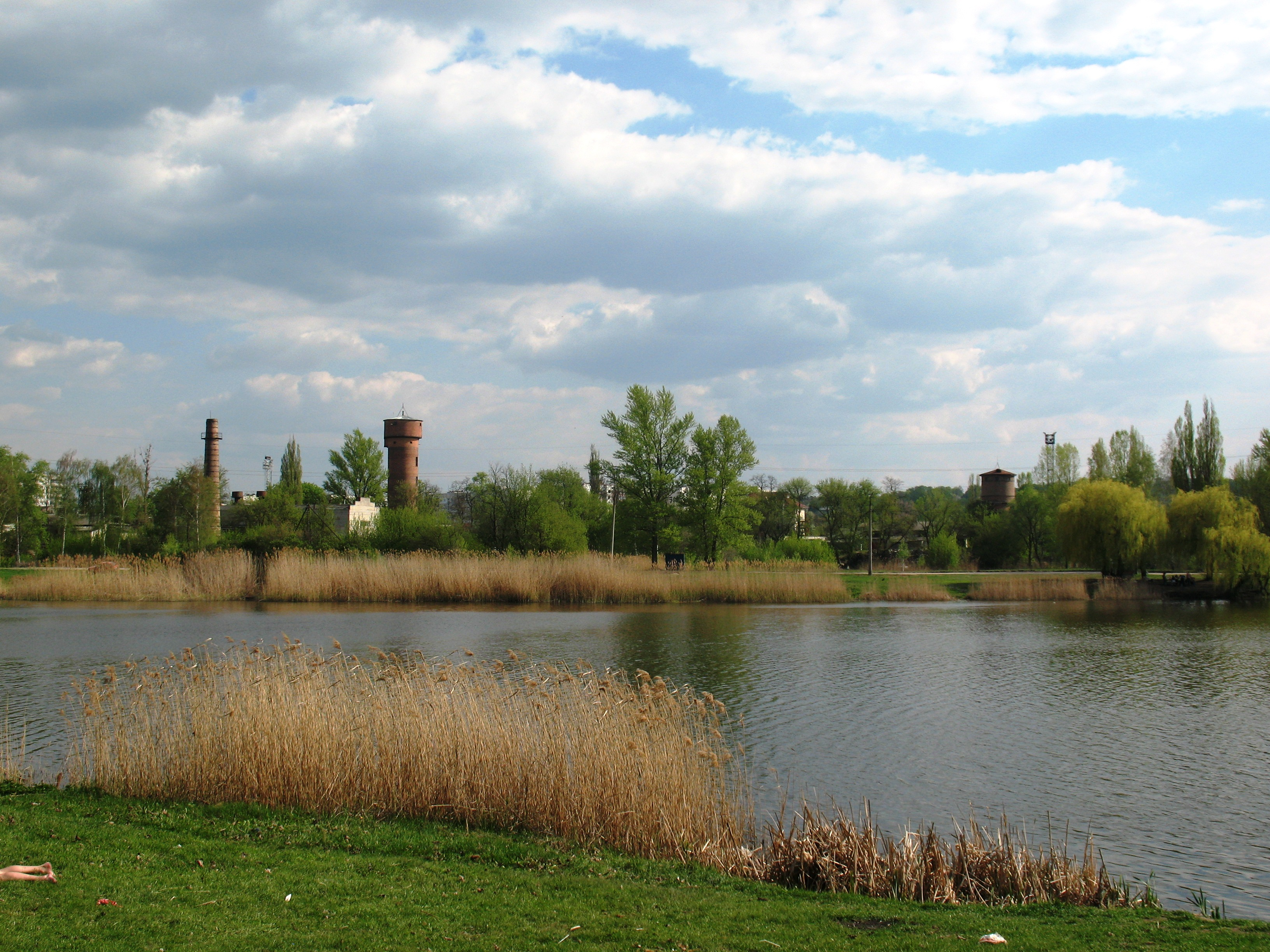
Sông Udy tại khu vực hồ chứa Novo-Bavarske

Ảnh hưởng chính đến chế độ nước của các con sông thuộc lưu vực sông Udy là từ hồ chứa Rohozyanske (thể tích 15,0 triệu m³) và hồ chứa Novo-Bavarske trên sông Udy, cũng như các hồ chứa được hình thành trên các nhánh của nó ( hồ chứa Travyanske (22 triệu m³), hồ chứa Muromske (14 triệu m³), hồ chứa Vyalivske (10 triệu m³)).
Để điều tiết dòng chảy trên sông Udy trong thành phố Kharkiv, đã xây dựng đập Novo - Bavarske (xây dựng năm 1971, tái thiết năm 2010) và Zhikhorske (hiện đang trong tình trạng khẩn cấp, đã có kế hoạch phá dỡ một thời gian). 5 đập nữa được tạo ra trên các phụ lưu của Udy - Pavlivska, Lopanska, Honcharivska, Zhuravlivska và đập của hồ chứa Lozovenkiv.

## Sử dụng nước

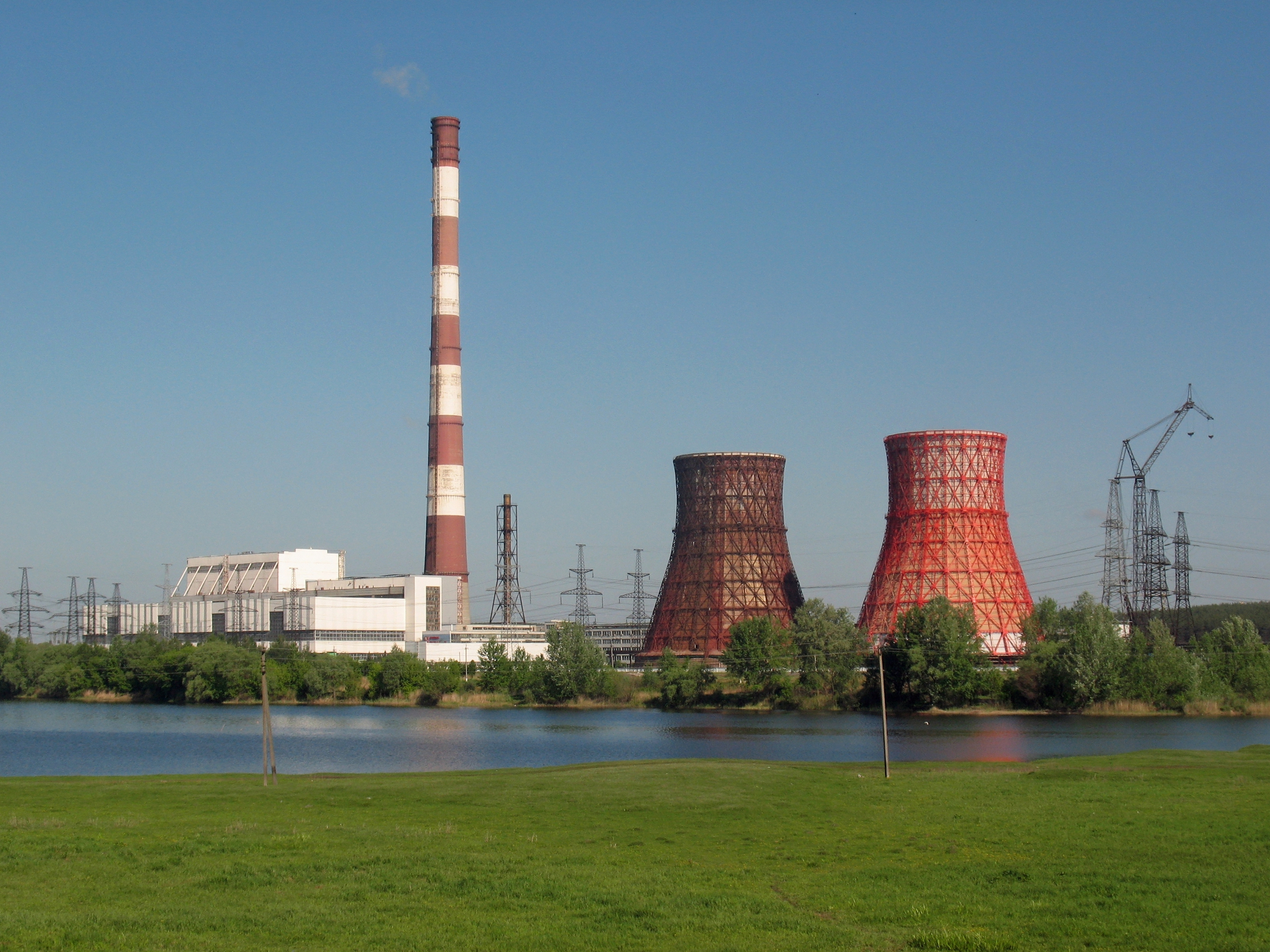
Nhà máy nhiệt điện Kharkiv TEC-5 bên sông Udy

Lưu vực sông Uda nằm tại vùng kinh tế trung tâm của tỉnh Kharkiv, một vùng phát triển về công nghiệp nhẹ và chế biến, công nghiệp vật liệu xây dựng và tổ hợp máy móc và xây dựng. Ba thành phố nằm trên lưu vực sông: Kharkiv, Derhachi, Liubotyn, 23 khu định cư kiểu đô thị và 242 khu định cư nông thôn. Sông chảy qua địa phận nhiều huyện của tỉnh Kharkiv và thành phố Kharkiv với tổng dân số hơn 2,0 triệu người. Nông nghiệp trong lưu vực được chuyên môn hóa: trồng ngũ cốc, trồng rau quả, chăn nuôi gia súc lấy sữa và thịt, chăn nuôi gia cầm.
Năm 2004, lượng nước rút lên trong lưu vực sông Udy là 96,01 triệu m³, trong đó 72,10 triệu m³ được lấy từ các nguồn bề mặt. Nước được sử dụng chủ yếu cho nhu cầu sản xuất với 80,21 triệu m³ (86%), 12,27 triệu m³ (13,1%) được sử dụng cho cấp nước sinh hoạt hộ gia đình, 0,62 triệu m³ (0,66%) cho cấp nước nông nghiệp. Các đối tượng sử dụng nước chính là nhà máy nhiệt điện Kharkiv TEC-3 và Kharkiv TEC-5, Eskharivska TEC-2, cũng như các doanh nghiệp như Kharkiv-Vovna CJSC, nhà máy Svitlo Shakhtarya, nhà máy V.O. Malyshev.

## Chất lượng nước
Nước sông Udy, nhất là ở vùng trung lưu và hạ lưu, bị ô nhiễm do chất thải từ các xí nghiệp công nghiệp của vùng công nghiệp Kharkiv. Đồng thời, nước của sông Udy được sử dụng để tưới cho đất nông nghiệp trên diện tích 2,5 nghìn ha ở các huyện Derhachi, Kharkiv và Chuhuiv.
Năm 2004, sông Udy là sông ô nhiễm nhất ở tỉnh Kharkiv. Chất lượng nước của sông khi đến thành phố Kharkiv là cấp 3 "ô nhiễm trung bình", và bên dưới thành phố Kharkiv, sau khi tiếp nhận nước thải, chất lượng của nước sông chuyển thành cấp 5 "bẩn".